# Vera Vergani
Vera Vergani (Milano, 6 febbraio 1895 – Procida, 22 settembre 1989) è stata un'attrice italiana.

## Biografia

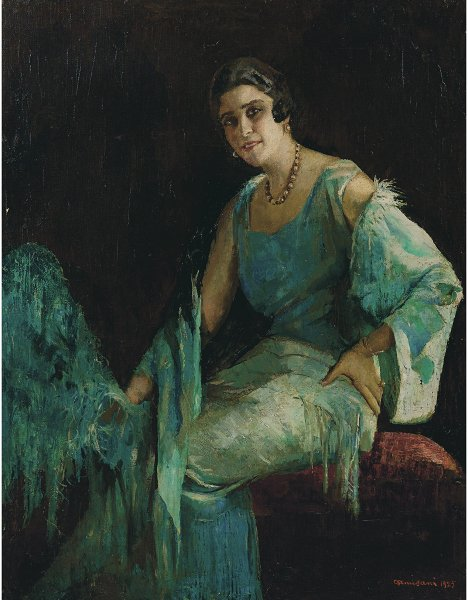
Vera Vergani dipinto di Giuseppe Amisani

Nasce a Milano in via Vigna da una famiglia originaria di Cividale del Friuli, primogenita di Maria Francesca Podrecca e Francesco Vergani, sorella maggiore del giornalista e scrittore Orio, che non conobbe mai il padre, poiché scomparve dopo la sua nascita, e legata, per parte di madre, alla famiglia Podrecca, attraverso la quale entrerà nel mondo dello spettacolo. Sostiene già a dieci anni la sua prima prova d'attrice quando, durante una delle frequenti visite alla cittadina di origine famigliare, prende parte ad una recita di beneficenza al Teatro Ristori in cui viene rappresentata da dilettanti Così va il mondo bimba mia di Giacinto Gallina. 

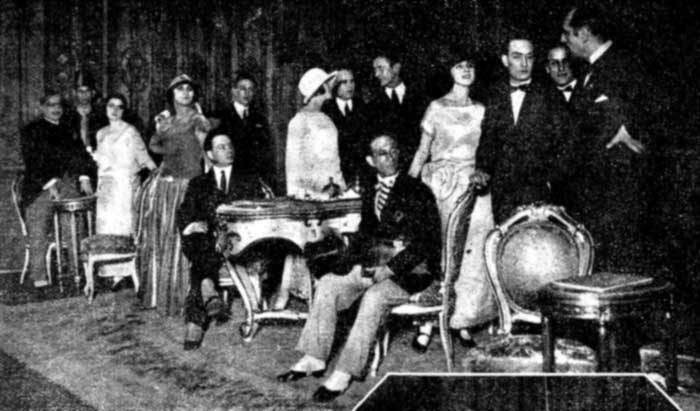
La Compagnia Niccodemi, dopo una rappresentazione di Fuochi d'artificio. Da sinistra a destra, il Marini, la Rissone, Vera Vergani, Luigi Chiarelli, l'Armani, Luigi Almirante, la Puccini, Luigi Cimara, il Brizzolari e Dario Niccodemi. Gli attori vestono ancora i panni di scena.

Nel 1909 la sua famiglia si trasferisce a Roma dove lei consegue la licenza tecnica e diventa impiegata nell'azienda editoriale degli zii Guido e Vittorio Podrecca, continuando saltuariamente a prender parte a rappresentazioni teatrali amatoriali. Durante una di queste viene notata da Ferruccio Benini, grande amico dei fratelli Podrecca, che propone loro di farla entrare ancora diciassettenne nella sua compagnia di teatro dialettale, cosa che Vera e la famiglia accettano dopo molte incertezze. 

Vera Vergani. 1927

### Carriera teatrale
L'esordio di Vera - che a quel tempo, usando il cognome materno, si fa chiamare Vera Podrecca - avviene, in una piccola parte della commedia Le distrazioni del Signor Antenore, che viene rappresentata ancora a Cividale il 4 ottobre del 1912. Resta con Benini circa un anno e mezzo, dove ricopre parti secondarie e con una paga modesta, ma dimostra di aver talento, tanto che sarà lo stesso Benini a segnalarla a Talli durante un incontro avvenuto a Salsomaggiore.
Nella nuova compagnia Talli - Melato - Giovannini debutta nel marzo 1914 al Teatro "Diana" di Milano con Marcia nuziale, poco più che comparsa. Ma la sua crescita professionale ed artistica è incessante: nel 1915 dapprima sostituisce l'affermata Jone Frigerio e poi appare come protagonista al teatro Olimpia di Milano ne L'invasore di Annie Vivanti. In questo stesso anno le viene chiesto da Febo Mari di diventare prima attrice nella sua compagnia, ma lei rifiuta. La sua prova ne L'invasore viene applaudita da Ruggeri che la convince a diventare a soli 21 anni prima attrice nella sua compagnia, dove la Vergani (questa volta con il suo cognome) entra nel 1916 per restarvi nei successivi 5 anni.

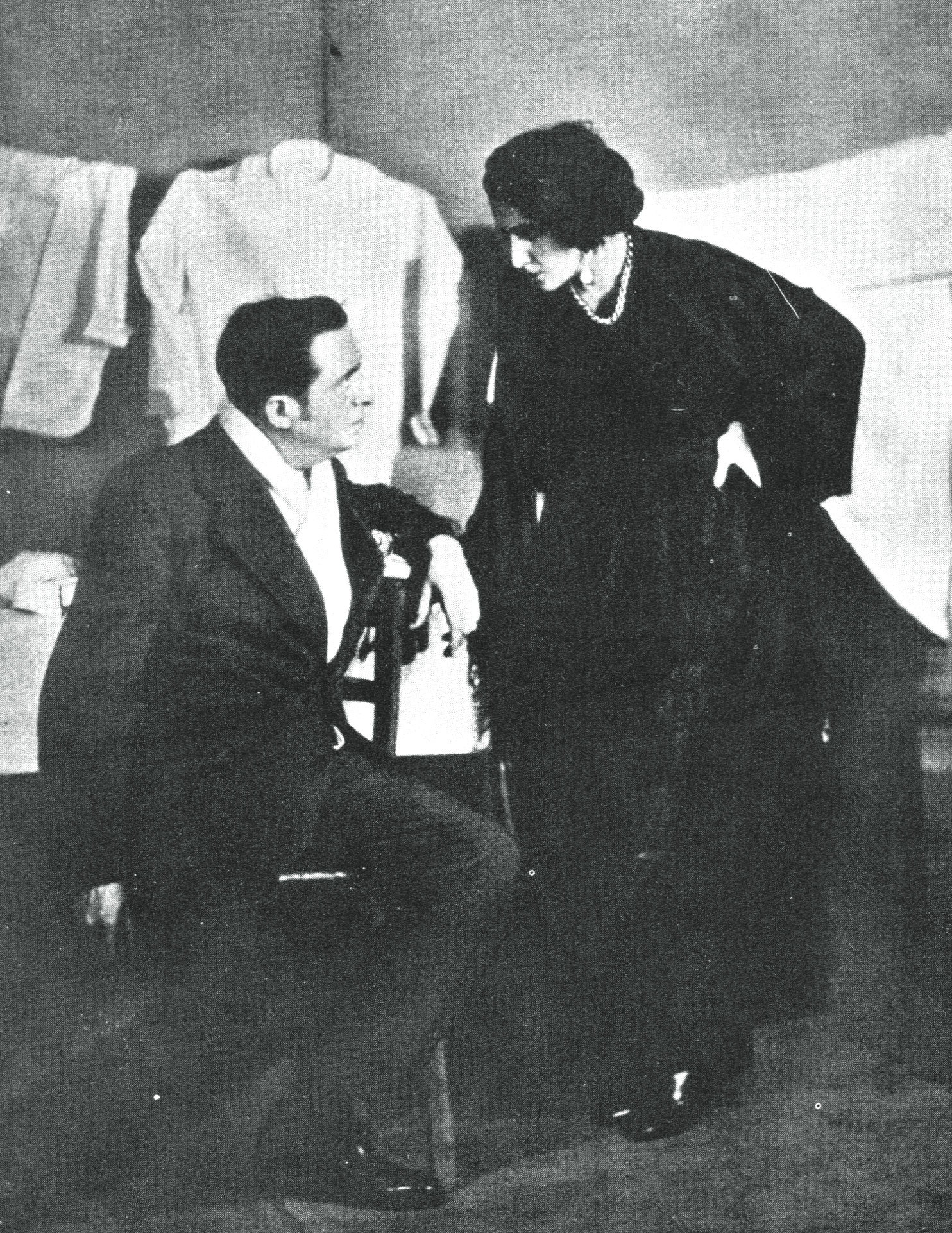
Ruggero Lupi e Vera Vergani in Assunta Spina, rappresentazione teatrale della compagnia Niccodemi del 1927

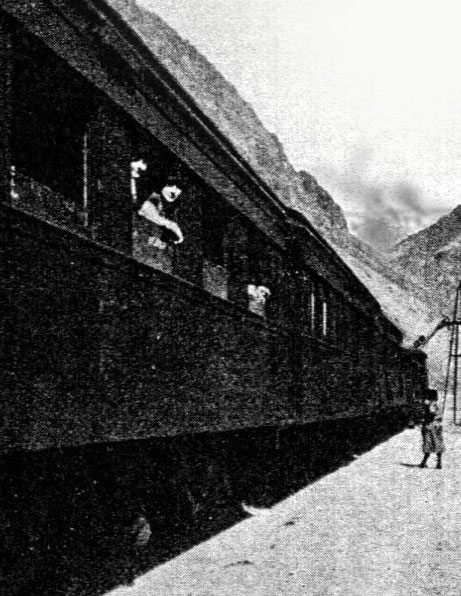
Vera Vergani a bordo del treno cileno "Trasandino" durante una delle numerose tournée della compagnia Niccodemi in Sud America

In questo periodo la sua carriera è contrassegnata da un crescente successo che si sviluppa in un grande numero di rappresentazioni, sia drammatiche che brillanti: da Macbeth al Marchese di Priola, da Amleto a Gli affari sono affari, a La volata, Il rifugio, L'artiglio,  La fiammata, Il piacere ed Enrico IV. In un'epoca che predilige spesso toni di grande ed enfatica carica emotiva, le sue interpretazioni sono invece sviluppate senza particolari pose o forzature, che le regalano fama ed un apprezzamento crescente, tra cui quello dell'allora critico teatrale Antonio Gramsci.
Nel 1920 lascia la compagnia di Ruggeri in seguito a un malinteso e, per un unico anno della sua carriera, si dedica prevalentemente al cinema invece che al teatro. Passa poi con Niccodemi con la quale debutta nel 1921 (Compagnia Cimara - Vergani - Almirante che, l'anno successivo diventa Cimara - Vergani - Lupi). Diventa prima attrice e comproprietaria della compagnia. Recita nel ruolo della Figliastra nella prima di Sei personaggi in cerca d'autore di Luigi Pirandello, che va in scena al Teatro Valle di Roma il 9 maggio 1921. Nel 1922, la Vergani riceve, per la sua interpretazione de La figlia di Iorio, rappresentata al Teatro Argentina di Roma il 15 aprile, i complimenti dell'autore Gabriele D'Annunzio.
Inizia una serie di trionfali tournée all'estero, in particolare nel Sud America, e soprattutto a Buenos Aires, dove Niccodemi aveva vissuto per sedici anni. Nell'agosto - settembre del 1922 le previste 65 repliche nella capitale argentina sono aumentate, a seguito della pressione del pubblico a 160, con un successo che Niccodemi descriverà come «la resurrezione del teatro e della lingua italiana in America». Ormai acclamata come una delle più importanti attrici italiane del suo tempo, resterà ancora per 8 anni con Niccodemi, cogliendo grandi successi sia in Italia che in numerose altre presenze all'estero, sino al suo ritiro.

### Carriera cinematografica
L'attività della Vergani nel cinema non è così intensa come quella sui palcoscenici e costituisce una parentesi rispetto ai crescenti impegni e successi teatrali. Essa dura meno di 5 anni, dal 1916 all'inizio del 1921. Esordisce sullo schermo nel 1916 con la "Monopol" partecipando a due film diretti da Genina. Passa poi alla "Caesar", dove prende parte a poche pellicole tra il 1917 ed il 1919. 

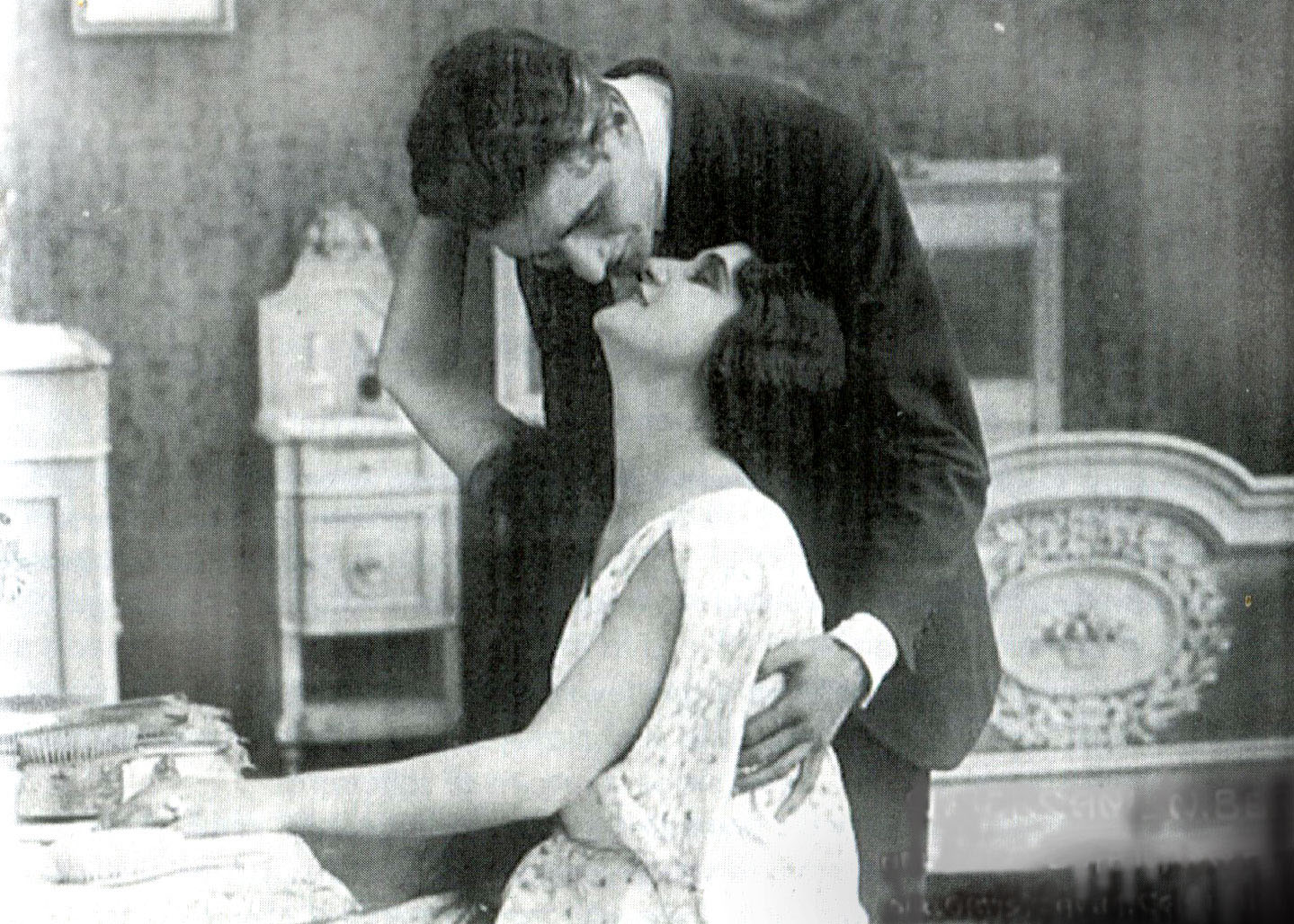
Vera Vergani e Nerio Bernardi nel film del 1920 Il filo di Arianna, regia di Mario Caserini

Il solo impegno assiduo e continuativo nel cinematografo della Vergani si realizza nel 1920, unico anno in cui dirada gli impegni teatrali, quando firma un contratto con la "Cines", ormai confluita nella U.C.I.. Dà vita, con la regia dello "specialista" Mario Caserini, ad una serie di "cinedrammi", basati sulla rappresentazione di intense e sovraccariche passioni drammatiche, nei quali la Vergani porta il suo stile recitativo privo di eccessive forzature. Questa esperienza, tra l'altro molto remunerativa per l'attrice viene però interrotta dalla improvvisa scomparsa di Caserini nel novembre dello stesso 1920 (alcuni titoli saranno distribuiti dopo la sua morte), oltre che dalla crisi profonda che colpisce la cinematografia italiana nei primi anni venti. Tornerà davanti ad una macchina da presa solo una volta, ben 45 anni dopo, per partecipare al film diretto da Massimo Franciosa Il morbidone (1965), ma solo perché è prodotto da suo figlio Leo Pescarolo.
Poco prima di morire, Vera Vergani concesse una lunga intervista allo storico del cinema Vittorio Martinelli, in cui evocò la sua carriera cinematografica, precisando la cronologia dei film da lei girati.

### Vita privata
Nel 1930, all'apice della fama e del successo, si sposa con il comandante Leonardo Pescarolo, conosciuto durante un viaggio transatlantico per una tournée, e questo comporta il suo abbandono delle scene, dopo aver detto addio al pubblico con un'ultima recita ancora della Figlia di Iorio al teatro Manzoni di Milano il 13 gennaio 1930. Dal matrimonio nascono la figlia Vera Pescarolo, che diventerà la moglie del regista Giuliano Montaldo, e Leo Pescarolo, produttore cinematografico. Dopo il decesso del marito lascia Milano e si stabilisce a Procida, dove muore a 94 anni compiuti e dove è sepolta.

## Filmografia

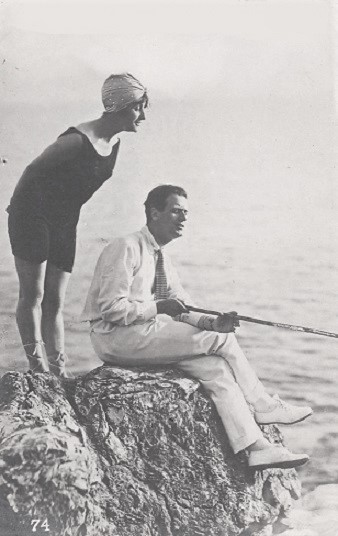
Con Tullio Carminati nel film La menzogna

- Il presagio, regia di Augusto Genina (1917)
- La menzogna, regia di Augusto Genina (1917)
- Dora o le spie, regia di Roberto Roberti (1919)
- La paura di amare, regia di Roberto Roberti (1920)
- La modella, regia di Mario Caserini (1920)
- La volata, regia di Gaston Ravel (1920)
- La buona figliola, regia di Mario Caserini (1920)
- Fior d'amore, regia di Mario Caserini (1921)
- Caterina, regia di Mario Caserini (1921)
- Il filo di Arianna, regia di Mario Caserini (1921)
- Giulia di Trécoeur, regia di Camillo De Riso (1921)
- La vittima, regia di Jacques Creusy (1923)
- Il morbidone, regia di Massimo Franciosa (1965)